# Astana Cup
El Astana Cup es un torneo de tenis celebrado en Astaná, Kazajistán desde 2010. El evento forma parte del ATP Challenger Tour y se juega en canchas duras.

## Finales anteriores

### Individuales
| Año  | Campeón          | Finalista           | Resultado               |
| ---- | ---------------- | ------------------- | ----------------------- |
| 2011 | Rainer Schüttler | Teymuraz Gabashvili | 7–6(8–6), 4–6, 6–4      |
| 2010 | Igor Kunitsyn    | Konstantin Kravchuk | 4–6, 7–6(7–5), 7–6(7–3) |

### Dobles
| Año  | Campeón                      | Finalista                        | Resultado             |
| ---- | ---------------------------- | -------------------------------- | --------------------- |
| 2011 | Karan Rastogi Vishnu Vardhan | Harri Heliövaara Denys Molchanov | 7–6(7–3), 2–6, [10–8] |
| 2010 | Michail Elgin Nikolaus Moser | Wu Di Zhang Ze                   | 6–0, 6–4              |